# إيفون دي كارلو
إيفون دي كارلو (بالإنجليزية: Yvonne De Carlo)‏ (ولدت مارغريت إيفون ميدلتون، 1 سبتمبر 1922 - 8 يناير 2007) ممثلة راقصة، ومغنية كندية أمريكية،

## روابط خارجية
- إيفون دي كارلو على موقع IMDb (الإنجليزية)
- إيفون دي كارلو على موقع الموسوعة البريطانية (الإنجليزية)
- إيفون دي كارلو على موقع روتن توميتوز (الإنجليزية)
- إيفون دي كارلو على موقع ألو سيني (الفرنسية)
- إيفون دي كارلو على موقع ميوزك برينز (الإنجليزية)
- إيفون دي كارلو على موقع تيرنر كلاسيك موفيز (الإنجليزية)
- إيفون دي كارلو على موقع أول موفي (الإنجليزية)
- إيفون دي كارلو على موقع قاعدة بيانات برودواي على الإنترنت (الإنجليزية)
- إيفون دي كارلو على موقع قاعدة بيانات برودواي على الإنترنت (الإنجليزية)
- إيفون دي كارلو على موقع قاعدة بيانات الأفلام السويدية (السويدية)